# Bulgária nos Jogos Olímpicos de Inverno de 1948
Bulgária participou dos Jogos Olímpicos de Inverno de 1948, realizados em St. Moritz, na Suíça. 
Foi a segunda aparição do país nos Jogos Olímpicos de Inverno, onde foi representado por quatro atletas, todos eles homens, que competiram em três esportes.

## Competidores
Esta foi a participação por modalidade nesta edição:
| Esporte             | Masculino | Feminino | Total |
| ------------------- | --------- | -------- | ----- |
| Combinado nórdico   | 1         | 0        | 1     |
| Esqui alpino        | 2         | 0        | 2     |
| Esqui cross-country | 2         | 0        | 2     |
| Total               | 4         | 0        | 4     |

## Desempenho

### Combinado nórdico
Masculino
| Atleta       | Evento     | Cross-country | Cross-country | Cross-country | Salto de esqui | Salto de esqui | Total  | Total | Ref.  |
| Atleta       | Evento     | Tempo         | Pontos        | Pos.          | Pontos         | Pos.           | Pontos | Pos.  | Ref.  |
| ------------ | ---------- | ------------- | ------------- | ------------- | -------------- | -------------- | ------ | ----- | ----- |
| Nikola Delev | Individual | 1:43:29       | 105.0         | 38º           | 157.1          | 38º            | 262.1  | 38º   | [ 4 ] |

### Esqui alpino
Masculino
| Atleta          | Evento   | Descida 1 | Descida 1 | Descida 2 | Descida 2 | Total  | Total | Ref.  |
| Atleta          | Evento   | Tempo     | Pos.      | Tempo     | Pos.      | Tempo  | Pos.  | Ref.  |
| --------------- | -------- | --------- | --------- | --------- | --------- | ------ | ----- | ----- |
| David Madzhar   | Downhill | —         | —         | —         | —         | 3:45.3 | 62º   | [ 5 ] |
| David Madzhar   | Slalom   | 1:38.7    | 49º       | 1:19.6    | 40º       | 2:58.3 | 44º   | [ 6 ] |
| Dimitar Drazhev | Downhill | —         | —         | —         | —         | 4:07.1 | 82º   | [ 5 ] |
| Dimitar Drazhev | Slalom   | 1:33.1    | 45º       | 1:20.9    | 44º       | 2:54.0 | 44º   | [ 6 ] |

| Atleta          | Evento    | Downhill | Downhill | Slalom  | Slalom  | Slalom | Total  | Total | Ref.  |
| Atleta          | Evento    | Tempo    | Pos.     | Tempo 1 | Tempo 2 | Pos.   | Pontos | Pos.  | Ref.  |
| --------------- | --------- | -------- | -------- | ------- | ------- | ------ | ------ | ----- | ----- |
| David Madzhar   | Combinado | 3:45.3   | 47º      | 1:38.9  | 1:18.5  | 42º    | 46,67  | 44º   | [ 7 ] |
| Dimitar Drazhev | Combinado | 4:07.1   | 62º      | 1:49.0  | 1:24.7  | 56º    | 65,77  | 55º   | [ 7 ] |

### Esqui cross-country
Masculino
| Atleta        | Evento | Tempo   | Pos. | Ref.  |
| ------------- | ------ | ------- | ---- | ----- |
| Nikola Delev  | 18 km  | 1:43:29 | 80º  | [ 8 ] |
| Georgi Doykov | 18 km  | DNF     | DNF  | [ 8 ] |

Legenda
| Recorde mundial      | Recorde mundial (World record)               |                       | Recorde africano                      | Recorde africano (African) |                                           | Q | Classificado por posição (Qualified) |
| Recorde olímpico     | Recorde olímpico (Olympic record)            | Recorde da América    | Recorde da América (Americas)         | q                          | Classificado por melhor tempo (Qualified) |   |                                      |
| Melhor marca do ano  | Melhor marca do ano (World leading)          | Recorde asiático      | Recorde asiático (Asian)              | DNS                        | Não largou (Did not start)                |   |                                      |
| Recorde nacional     | Recorde nacional (National record)           | Recorde europeu       | Recorde europeu (European)            | DNF                        | Não terminou (Did not finish)             |   |                                      |
| Recorde pessoal      | Recorde pessoal do atleta (Personal best)    | Recorde da Oceania    | Recorde da Oceania (Oceania)          | DSQ / DQ                   | Desclassificado (Disqualified)            |   |                                      |
| Recorde da temporada | Recorde da temporada do atleta (Season best) | Recorde sul-americano | Recorde sul-americano (South America) | NM                         | Sem marca (No mark)                       |   |                                      |